# 南投縣政府
23°54′09″N 120°41′26″E / 23.9025996°N 120.6904995°E
南投縣政府是中華民國臺灣省南投縣最高層級的地方行政機關，在中華民國政府架構中，為縣自治的行政機關，同時負責執行中央機關委辦事項。南投縣的自治監督機關本為臺灣省政府，但臺灣省虛級化後，臺灣省政府的業務與功能被大幅縮減，南投縣的自治監督機關亦改為行政院各部會（主要是內政部）。南投縣政府也是轄下各鄉、鎮、市的地方自治監督機關。

## 組織架構
按《南投縣政府組織自治條例》，南投縣政府設有14個所屬一級單位，7個所屬一級機關，20個事務所屬二級機關，由南投縣政府各局處督導。
一級單位
- 民政處
- 財政處
- 教育處
- 建設處
- 工務處
- 觀光處
- 農業處
- 地政處
- 新聞及行政處
- 原住民族行政處
- 計畫處
- 人事處
- 主計處
- 政風處

一級機關
- 警察局
- 消防局
- 衛生局
- 環境保護局
- 文化局
- 稅務局
- 社會及勞動局

二級機關
- 各戶政事務所（13所）
- 家庭教育中心
- 交通工程及管理所
- 風景區管理所
- 家畜疾病防治所
- 地政事務所（南投、埔里、竹山、草屯、水里）

二級單位
- 各衛生所（13所）
- 客家發展所
- 稅務局埔里分局、竹山分局
- 青年發展所

各級學校
- 南投縣立旭光高級中學
- 南投縣立各國民中學（31校）
- 南投縣各國民小學（142校）

縣營事業機構
- 私法人-南投縣農產運銷股份有限公司

## 外部連結
- 南投縣政府組織自治條例

- 官方网站